# Lagertha Broch
Lagertha Broch, född 27 januari 1864 i Horten, död 2 maj 1952 på samma plats, var en norsk barnboksförfattare, illustratör och kvinnorättskämpe.
Broch växte upp i Horten som den äldsta av åtta syskon. Från 1888 till 1902 var hon bildlärare vid grundskolan i Horten. Hon var sekreterare i diskussionsföreningen Den Selskabelige Diskussionsforening från 1899 till 1909.
År 1902 publicerade Broch sin första barnbok Ruths papirer I – billeder og smaaprat for barn. Fram till 1947 gav hon ut ytterligare fjorton böcker, inklusive en del egenillustrerade. Hon var även verksam som skribent vid tidningar som Urd och Nylænde.